# Солтыс, Мечислав

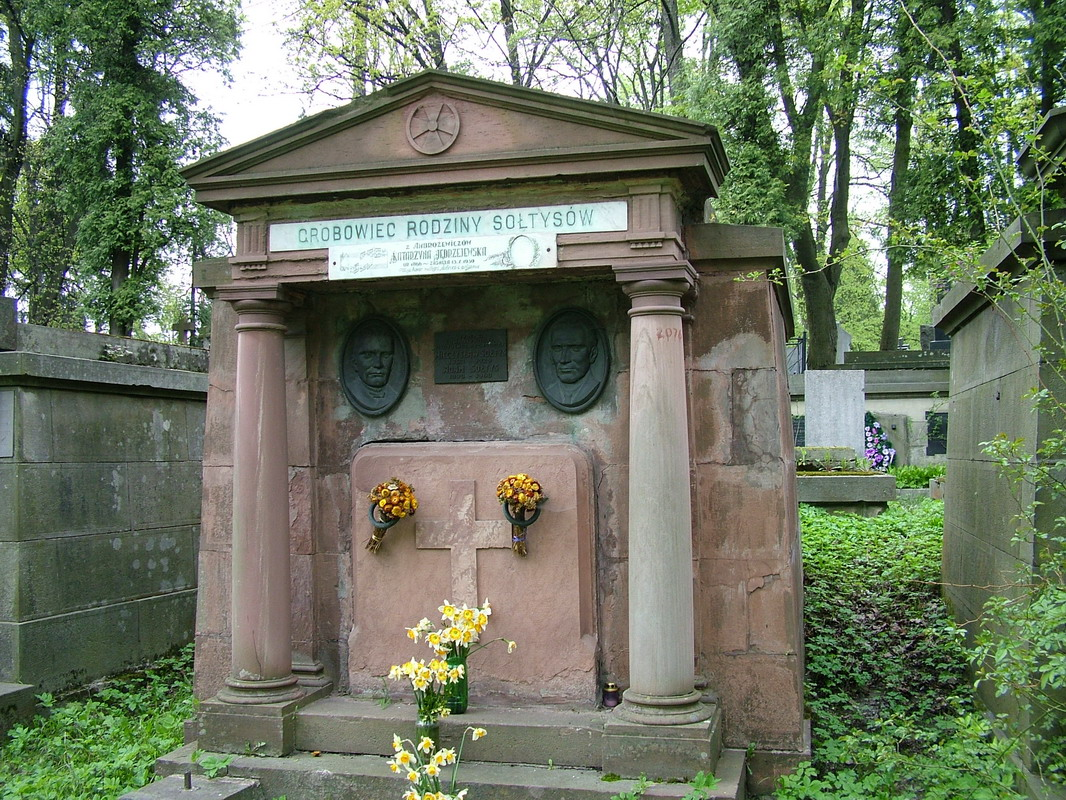
Могила Мечислава и Адама Солтысов на Лычаковском кладбище

Мечислав Солтыс (пол. Mieczysław Sołtys; 7 февраля 1863, Львов — 11 ноября 1929, там же) — польский композитор, дирижёр и музыкальный педагог. Отец Адама Солтыса.

## Биография
Окончил консерваторию Галицкого музыкального общества (1887) у Кароля Микули, одновременно обучаясь на философском факультете Львовского университета. Затем учился в Вене у Франца Кренна и в Париже у Камиля Сен-Санса (композиция) и Эжена Жигу (орган). С 1891 г. снова во Львове, профессор, а с 1899 г. и до конца жизни директор консерватории; преподавал фортепиано и теоретические дисциплины. Сопредседатель Всепольского съезда музыкантов (Львов, 1910). У Солтыса обучался Иероним Фейхт игре на органе. В течение 30 лет Солтыс был дирижёром Галицкого музыкального общества, руководил хорами «Эхо» и «Лютня». Под управлением Солтыса исполнялись классические оратории, мессы и симфоническая музыка. Являлся председателем профсоюза композиторов и музыкальных педагогов. Как композитор был близок к традициям неоромантического направления.

## Сочинения
Оперы, оратории, из которых наиболее известна «Обеты Яна Казимира» (пол. Śluby Jana Kazimierza; 1895), две симфонии, фортепианный концерт и другие сочинения.